# شيريدان (أوريغون)
شيريدان (بالإنجليزية: Sheridan, Oregon)‏ هي مدينة تقع في مقاطعة يامهيل، أوريغون بولاية أوريغون في الولايات المتحدة. تبلغ مساحة هذه المدينة 5.21 (كم²)، وترتفع عن سطح البحر 57.6 م، بلغ عدد سكانها 6127 نسمة في عام 2010 حسب إحصاء مكتب تعداد الولايات المتحدة.

## التركيبة السكانية
قام مكتب تعداد الولايات المتحدة بتحديد بيانات التركيبة السكانية لشيريدان في تعداد الولايات المتحدة. في ما يلي، التركيبة السكانية حسب تعدادي 2000 و2010.

### تعداد عام 2000
بلغ عدد سكان شيريدان 659 نسمة بحسب تعداد عام 2000، وبلغ عدد الأسر 302 أسرة وعدد العائلات 170 عائلة مقيمة في البلدة. في حين سجلت الكثافة السكانية 643.4 نسمة لكل ميل مربع (248.4/كم2). وبلغ عدد الوحدات السكنية 365 وحدة بمتوسط كثافة قدره 356.3 نسمة لكل ميل مربع (137.6/كم2).
وتوزع التركيب العرقي للبلدة بنسبة 95.14% من البيض و 1.06% من الأمريكيين الأصليين و 0.15% من الأمريكيين الأفارقة و 1.97% من عرقين مختلطين أو أكثر.
بلغ عدد الأسر 302 أسرة كانت نسبة 22.8% منها لديها أطفال تحت سن الثامنة عشر تعيش معهم، وبلغت نسبة الأزواج القاطنين مع بعضهم البعض 49.0% من أصل المجموع الكلي للأسر، ونسبة 5.3% من الأسر كان لديها معيلات من الإناث دون وجود شريك، وكانت نسبة 43.7% من غير العائلات. تألفت نسبة 39.4% من أصل جميع الأسر من أفراد ونسبة 24.8% كانوا يعيش معهم شخص وحيد يبلغ من العمر 65 عاماً فما فوق. وبلغ متوسط حجم الأسرة المعيشية 2.78، أما متوسط حجم العائلات فبلغ 2.07.
بلغ العمر الوسطي للسكان 48 عاماً. وكانت نسبة 20.5% من القاطنين تحت سن الثامنة عشر، وكانت نسبة 3.8% بين الثامنة عشر والأربعة وعشرون عاماً، ونسبة 20.5% كانت واقعةً في الفئة العمرية ما بين الخامسة والعشرون حتى والأربعة وأربعون عاماً، ونسبة 26.4% كانت ما بين الخامسة والأربعون حتى الرابعة والستون، ونسبة 28.8% كانت ضمن فئة الخامسة والستون عاماً فما فوق. يوجد لكل 100 أنثى 85.6 ذكر، ويوجد لكل 100 أنثى في الثامنة عشر من عمرها فما فوق 77.0 ذكر.
بلغ متوسط دخل الأسرة في البلدة 21,118 دولار، أما متوسط دخل العائلة فبلغ 26,563 دولار. وكان متوسط دخل الذكور 27,639 دولار مقابل 15,000 دولار للإناث. وسجل دخل الفرد الخاص بالبلدة 15,369 دولار. وكانت نسبة 22.0% من العائلات ونسبة 25.1% من السكان تحت خط الفقر، وكان من هؤلاء نسبة 43.2% تحت سن الثامنة عشر ونسبة 13.1% في الخامسة والستين من العمر وما فوق.

### تعداد عام 2010
بلغ عدد سكان شيريدان 6,127 نسمة بحسب تعداد عام 2010، وبلغ عدد الأسر 1,543 أسرة وعدد العائلات 1,085 عائلة مقيمة في المدينة. في حين سجلت الكثافة السكانية 3,126.0 نسمة لكل ميل مربع (1,207.0/كم2). وبلغ عدد الوحدات السكنية 1,671 وحدة بمتوسط كثافة قدره 852.6 لكل ميل مربع (329.2/كم2).
وتوزع التركيب العرقي للمدينة بنسبة 74.9% من البيض و 4.8% من الأمريكيين الأصليين و 2.1% من الأمريكيين ذوي الأصول الآسيوية و 0.7% من سكان جزر المحيط الهادئ و 5.5% من الأمريكيين الأفارقة و 4.4% من عرقين مختلطين أو أكثر.
بلغ عدد الأسر 1,543 أسرة كانت نسبة 41.0% منها لديها أطفال تحت سن الثامنة عشر تعيش معهم، وبلغت نسبة الأزواج القاطنين مع بعضهم البعض 48.0% من أصل المجموع الكلي للأسر، ونسبة 15.4% من الأسر كان لديها معيلات من الإناث دون وجود شريك، بينما كانت نسبة 6.9% من الأسر لديها معيلون من الذكور دون وجود شريكة وكانت نسبة 29.7% من غير العائلات. تألفت نسبة 23.0% من أصل جميع الأسر من أفراد ونسبة 8.9% كانوا يعيش معهم شخص وحيد يبلغ من العمر 65 عاماً فما فوق. وبلغ متوسط حجم الأسرة المعيشية 3.22، أما متوسط حجم العائلات فبلغ 2.77.
بلغ العمر الوسطي للسكان 35.7 عاماً. وكانت نسبة 20.5% من القاطنين تحت سن الثامنة عشر، وكانت نسبة 8.8% بين الثامنة عشر والأربعة وعشرون عاماً، ونسبة 38% كانت واقعةً في الفئة العمرية ما بين الخامسة والعشرون حتى والأربعة وأربعون عاماً، ونسبة 23.8% كانت ما بين الخامسة والأربعون حتى الرابعة والستون، ونسبة 8.9% كانت ضمن فئة الخامسة والستون عاماً فما فوق. وتوزع التركيب الجنسي للسكان بنسبة 63.8% ذكور و36.2% إناث.

## وصلات خارجية
- www.cityofsheridanor.com
- The US50 - Cities and Towns in Oregon State